# Alessio Simmaco Mazzocchi

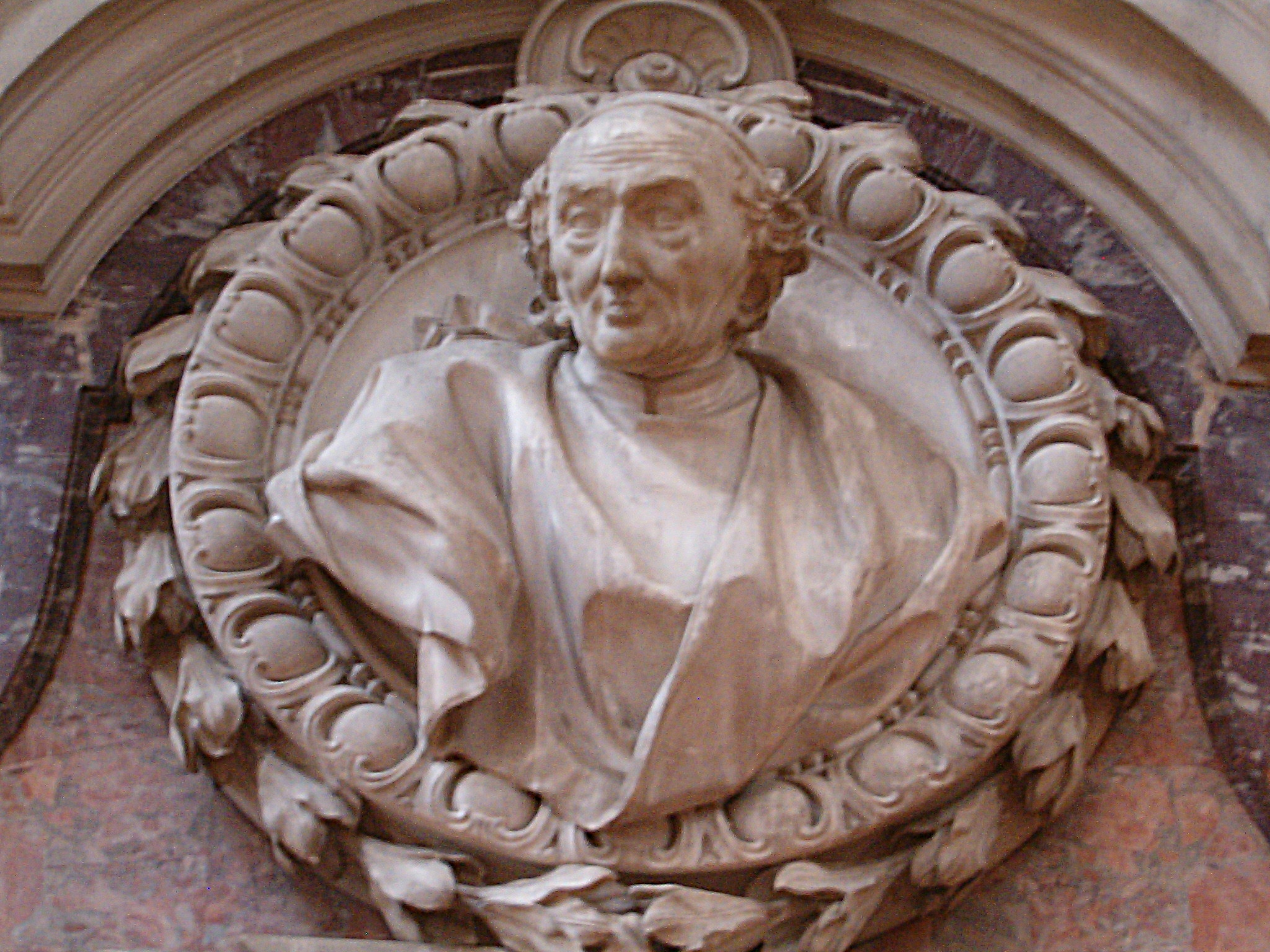
Alessio Simmaco Mazzocchi. Monumento funerario nella Cappella di Santa Restituta nel Duomo di Napoli

Alessio Simmaco Mazzocchi (Villa Santa Maria Maggiore, 21 ottobre 1684 – Napoli, 12 settembre 1771) è stato un presbitero, filologo, biblista e archeologo italiano.

## La nascita
Il palazzo seicentesco dove nacque il Mazzocchi viene così chiamato in suo onore. Era situato nell'allora strada della Croce, l'odierna via Mazzocchi.
Il palazzo, oggi gravemente degradato, diede i natali anche al filosofo Antonio Tari (1809 - 1884).
Nel suo cortile è ancora possibile vedere un abbeveratoio fatto restaurare dallo stesso Mazzocchi.
Nacque da Lorenzo, farmacista, e Margherita Battaglia, morta poco dopo averlo dato alla luce, in un palazzo seicentesco oggi chiamato in suo onore Palazzo Mazzocchi (vedi approfondimento laterale).
Nell'opera "Calendario marmoreo", il Mazzocchi afferma di essere nato il 22 ottobre, giorno di San Simmaco, dal quale avrebbe preso il suo secondo nome. Dai registri parrocchiali risulta però che egli nacque il 21 di ottobre mentre fu battezzato il 22. Si ritiene perciò che egli considerasse giorno della sua nascita il giorno del battesimo, in quanto lo rese cristiano.
Ultimo di ventuno figli, la famiglia era povera. Prese la via del sacerdozio come altri suoi fratelli (Carlo, Giuseppe), mentre altri preferirono le libere professioni (Francesco, avvocato; Nicola, medico). Si conosce molto poco dei rimanenti fratelli.

## Gli studi e la carriera ecclesiastica
Compì gli studi elementari nella stessa città di nascita, seguito dal padre e da alcuni dei suoi fratelli maggiori. A dodici anni, nel settembre del 1697, entrò nel seminario arcivescovile di Capua. Studiò qui fino all'età di quindici anni, quando, nel 1699, dietro consiglio del canonico Boccardo che ne aveva notato le straordinarie doti, si trasferì al seminario di Napoli. Qui si fece ancora una volta notare per le sue profonde conoscenze riguardo alla lingua greca, alla lingua latina, alla lingua ebraica e alla teologia.
Nonostante le sollecitazioni da parte dell'allora arcivescovo di Capua Carlo Loffredo, che ne aveva udito le lodi, il Mazzocchi preferì tornare a Capua soltanto nel 1702, poco dopo la morte del padre. A Capua ricevette gli ultimi ordini del suddiaconato, nel 1706, e, nel 1709, dopo essere stato ordinato sacerdote, tornò a Napoli dove, nel 1713, si laureò in teologia.
Nel 1725, in occasione dell'anno giubilare, si recò a Roma, dove rivide il suo maestro ed amico Carlo Maiello e conobbe diversi eruditi del tempo, principalmente sacerdoti in relazione con la curia romana, fra cui monsignor Giuseppe Simone Assemani.
Il 26 novembre 1732, ad appena quarantotto anni d'età, fu designato all'alto grado di Decano del Capitolo Metropolitano di Capua come si può leggere dai testi ufficiali:
Avendo acquisito fama di insigne biblista ed epigrafista, dopo meno di tre anni Ferdinando IV e l'allora arcivescovo di Napoli cardinal Giuseppe Spinelli lo vollero a ricoprire la cattedra di Sacre Scritture e Teologia presso la Regia Università degli Studi e ciò lo portò a rinunciare al grado di Decano di Capua per recarsi a Napoli. Da testi ufficiali del Decanato di Capua riguardo al 26 ottobre 1735 si legge:
Il sovrano gli offrì anche l'arcivescovato di Lanciano, ma egli rifiutò la carica, preferendo dedicarsi ai propri studi.
Divenne socio di varie accademie, fra cui l'Académie des inscriptions et belles-lettres di Parigi.
Nel 1755, intorno ai settanta anni d'età, fu uno dei quindici prescelti per entrare a far parte dell'Accademia Ercolanese. I quindici membri di questa accademia avevano il compito di pubblicare e illustrare gli oggetti rinvenuti nelle città sepolte dall'eruzione del Vesuvio del 79 d.C. Tra i compiti svolti dal Mazzocchi vi fu la delicata decifrazione dei papiri scoperti tra l'ottobre 1752 e l'agosto 1754 nella Villa dei Pisoni, con l'aiuto del padre scolopio Antonio Piaggio.
Morì il 12 settembre 1771 a Napoli. L'unica carica ecclesiastica che coprì fino alla morte fu il canonicato della Cattedrale di Napoli, dove fu sepolto.

## La passione per l'archeologia
Il giovane Mazzocchi, colpito dalla lettura del libro "Apparato alle antichità di Capua" di Camillo Pellegrino, si appassionò allo studio dei ruderi e dei testi antichi che frequentemente emergevano dalle campagne di Santa Maria Capua Vetere e Capua.
Famosi sono i suoi rinvenimenti e studi riguardo all'anfiteatro campano, tra i quali l'integrazione dell'epigrafe Colonia Iulia Felix ritrovata mutila durante gli scavi del settembre 1726 di fronte alla porta meridionale dell'anfiteatro. Conservata oggi presso il museo campano, l'iscrizione recava informazioni circa l'elevazione a colonia della città di Capua sotto l'imperatore Augusto:

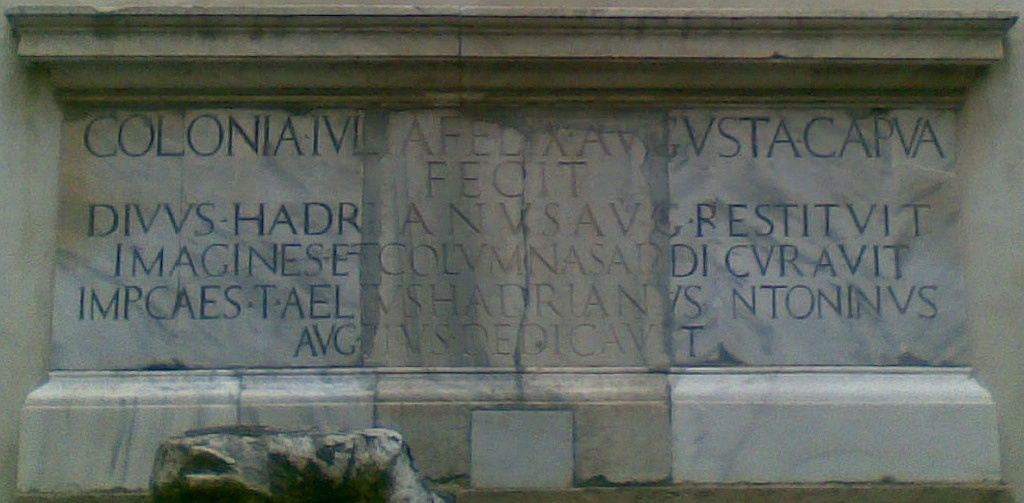
L'epigrafe Colonia Iulia Felix

A seguito di queste scoperte scrisse l'opera "In multilum Amphitheatri Campani titulum" (Napoli, 1727) che ebbe un enorme successo in tutta Europa, tanto che alla fine del secolo successivo Karl Julius Beloch, nell'opera "Campanien" scrisse: "È pur sempre il miglior libro che possediamo sulla storia e la topografia dell'antica Capua".
Si impegnò sempre nel denunciare ed evitare ogni forma di abuso e danno nei confronti delle opere storiche.
Fu il primo a documentare la depredazione dell'anfiteatro campano di pietre, fregi e colonne a partire dal IX secolo per la costruzione di chiese e palazzi della nuova Capua.
In una lettera riportata nel I vol. dello studio di Demetrio Salazar "Sulla cultura artistica dell'Italia meridionale dal IV al XIII secolo" (1877), il Mazzocchi scrisse ad un notabile di San Prisco affinché impedisse la distruzione del mosaico del V secolo che adornava l'abside dell'altare maggiore della chiesa di San Prisco per adeguarla ai gusti del tempo:
Nonostante la lettera, comunque, il mosaico venne distrutto.
In una lettera, tratta dal periodico "La Campania Sacra" del 1887, il canonico della Collegiata di Santa Maria Capua Vetere, Alfonso Bascone, scrisse al cardinale arcivescovo di Capua, Alfonso Capecelatro:

## Opere principali

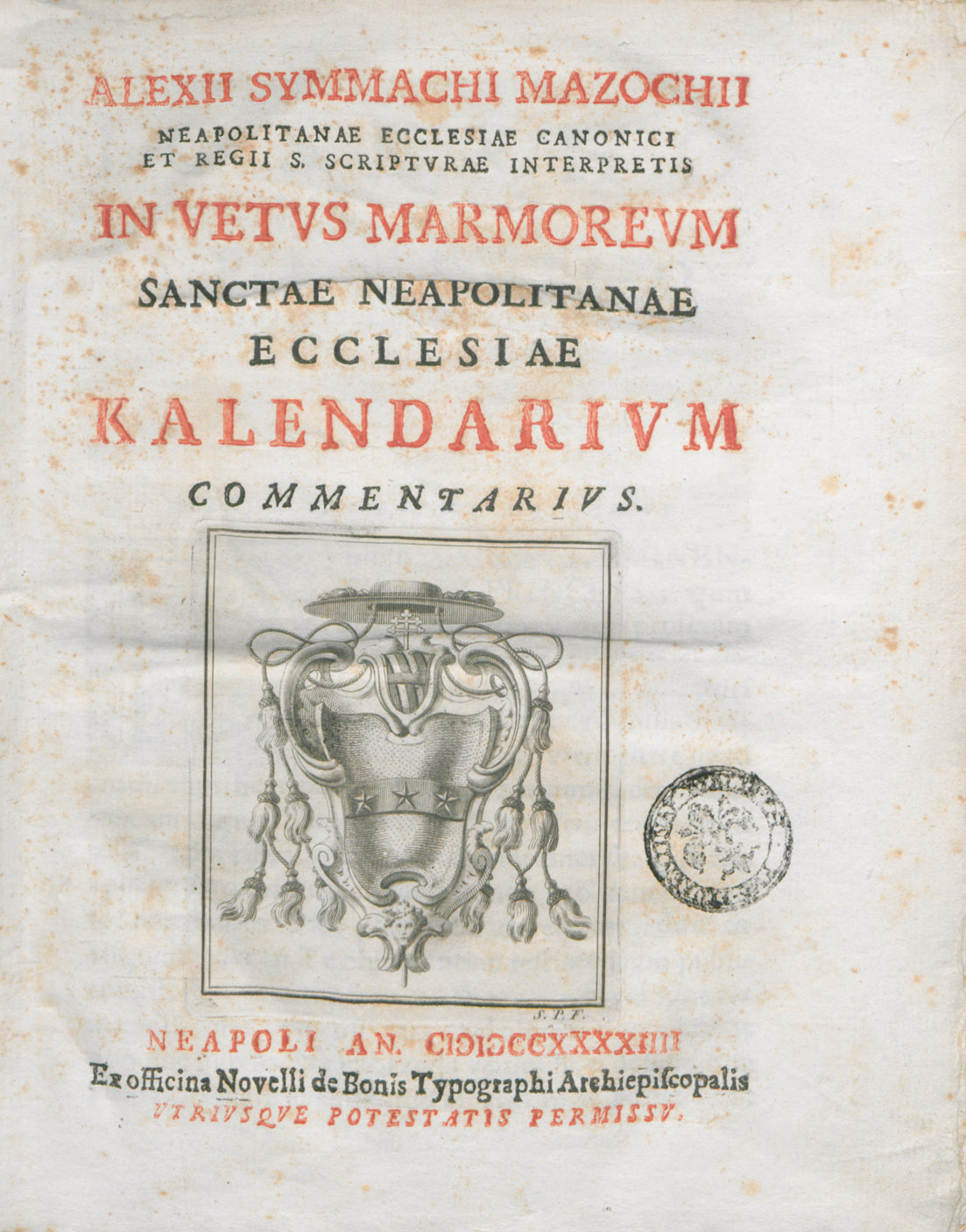
In vetus marmoreum sanctae Neapolitanae ecclesiae kalendarium commentarius, 1744

Nell'arco della sua carriera il Mazzocchi scrisse una ventina di libri editi a Napoli tra il 1727 ed il 1778, tra cui:
- Spicilegio Biblico[6]
- Selve Falegiche
- Dissertazioni sull'Anfiteatro di Capua
- Dissertazioni Tirreniche
- Commentario sul Calendario Napoletano
- Commentario sulle Tavole Eracleensi

### Edizioni
- (LA) In vetus marmoreum sanctae Neapolitanae ecclesiae kalendarium commentarius, Napoli, Novello De Bonis (2.), 1744.
- In mvtilvm Campani amphitheatri titvlvm aliasque nonnullas Campanas inscriptiones commentarivs (1797)

## Dissero di lui
Nella sua opera Compendio della storia della bella letteratura greca, latina, e italiana, Giuseppe Maria Cardella scrisse:
Amedeo Maiuri lo definì la figura "più eminente nel campo degli studi di antichità nell'eruditissimo e umanissimo settecento napoletano".
Secondo Apostolo Zeno egli fu uno fra i dotti che "fan più di onore all'Italia e ne sostengono il letterario decoro'.
Nicolò Ignarra lo descrisse quale "ingegno nobile, acuto, eccellentissimo e talmente versatile che ovunque metteva le mani si dimostrava perfetto".
Secondo Johann Joachim Winckelmann egli fu "l'ornement des savans d'Italie" e Charles Le Beau lo definì "totius Europae litterariae miraculum" e disse di lui che era "attaché sans ostentation à la religion, occupé des devoirs de la pièté chrétienne, que ses travaux litteraires n'eurent crédit d'interrompre".

Il 25 gennaio 1885 a Capua, per l'occasione delle celebrazioni del secondo centenario della nascita di Mazzocchi, Raffaele Perla disse: 
Niccolò Capasso, dedicò una poesia al Mazzocchi:
Ben da queste del tempo eccelse spoglie,

Ov' a l'occhio il pensier contende il vero,

Scorgi, ALESSIO, di Capoa il grande impero,

E più di lui, che tutto doma, e scioglie.
Ma qual di Febo diè su sparte foglie

La Vergine Cumana il senso intero,

Tal de la prisca età tuo 'ngegno altero

Da ciechi infranti marmi il ver raccoglie.
Or la superba mole, e i faldi monti

Indarno al Ciel la nobil Donna ergeo,

Se guasta l'armi del fier Veglio han l'opra;
Sol tuoi pensieri a chiare imprese pronti

Dolce di madre amor destar poteo,

Perché l'alte memorie obblio non copra.»

## Monumenti e scuole dedicategli
- Nella città di Santa Maria Capua Vetere
  - In via Mazzocchi si trova il palazzo Mazzocchi, luogo natìo dello stesso.
  - In via Giuseppe Avezzana si trova la Scuola Media Statale Alessio Simmaco Mazzocchi.
  - Nel duomo si trova un monumento erettogli nel 1914[2]
- Nella città di Capua
  - In via Alessio Mazzocchi si trova l'Arco Mazzocchi, tra la chiesa di Sant'Eligio ed il confinante palazzo seicentesco. L'arco fu definito "Arcus Celebris" a ricordo del luogo in cui nel cinquecento venivano esposti i reperti archeologici della città e del territorio di Terra di Lavoro.
- Nella città di Napoli
  - Nella Cappella di Santa Restituta, nel Duomo di Napoli, è posto un suo busto scolpito da Giuseppe Sammartino alla sinistra dell'entrata.